# Равія (Оклахома)
Равія (англ. Ravia) — місто (англ. town) в США, в окрузі Джонстон штату Оклахома. Населення — 464 особи (2020).

## Географія
Равія розташована за координатами 34°14′26″ пн. ш. 96°45′26″ зх. д. / 34.24056° пн. ш. 96.75722° зх. д. (34.240535, -96.757117).  За даними Бюро перепису населення США в 2010 році місто мало площу 1,39 км², з яких 1,39 км² — суходіл та 0,00 км² — водойми.

## Демографія
Згідно з переписом 2010 року, у місті мешкало 528 осіб у 216 домогосподарствах у складі 145 родин. Густота населення становила 380 осіб/км².  Було 247 помешкань (178/км²).
Расовий склад населення:
| - 76,5 % — білих - 15,3 % — корінних американців - 0,2 % — чорних або афроамериканців |

До двох чи більше рас належало 7,8 %. Частка іспаномовних становила 4,0 % від усіх жителів.
За віковим діапазоном населення розподілялося таким чином: 26,3 % — особи молодші 18 років, 61,4 % — особи у віці 18—64 років, 12,3 % — особи у віці 65 років та старші. Медіана віку мешканця становила 37,5 року. На 100 осіб жіночої статі у місті припадало 97,0 чоловіків;  на 100 жінок у віці від 18 років та старших — 95,5 чоловіків також старших 18 років.
Середній дохід на одне домашнє господарство  становив 39 114 долари США (медіана — 31 696), а середній дохід на одну сім'ю — 47 980 доларів (медіана — 38 500). Медіана доходів становила 35 625 доларів для чоловіків та 26 875 доларів для жінок. За межею бідності перебувало 22,9 % осіб, у тому числі 26,7 % дітей у віці до 18 років та 25,3 % осіб у віці 65 років та старших.
Цивільне працевлаштоване населення становило 162 особи. Основні галузі зайнятості: виробництво — 17,3 %, роздрібна торгівля — 16,7 %, сільське господарство, лісництво, риболовля — 16,7 %.